# 梅氏荷包魚
梅氏荷包魚，為輻鰭魚綱鱸形目鱸亞目蓋刺魚科的其中一個種。

## 分布
本魚分布於澳洲昆士蘭海域。

## 深度
水深10至50公尺。

## 特徵
本魚體卵圓形，吻圓鈍，口小；軀幹黑色； 前額，吻，胸部與尾鰭黃色； 頭部的側邊大部份為藍色且有黃色斑點； 一條寬的白色橫帶在頭部正後方, 從那延續至胸鰭的前額到基底之下； 背鰭與臀鰭有狹窄的淡黃色的到藍白色的邊緣。背鰭硬棘13枚，軟條17至19枚；臀鰭硬棘3枚，軟條17至19枚。體長可達25公分。

## 生態
本魚棲息在沿岸有珊瑚、海綿生長之岩礁，成魚常成對出現。

## 經濟利用
為觀賞性魚類。